# Prix ICTP Ramanujan
Pour les articles homonymes, voir Ramanujan.
Ne doit pas être confondu avec Prix SASTRA Ramanujan.
Le prix ICTP Ramanujan pour les jeunes mathématiciens des pays en développement est une distinction mathématique décernée chaque année par le Centre international de physique théorique à Trieste en Italie. Il est nommé d'après le mathématicien indien Srinivasa Ramanujan.

## Attribution
Le prix a été fondé en 2004 et a été attribué pour la première fois en 2005. Il est décerné à un chercheur d'un pays en voie de développement, âgé de moins de 45 ans et qui a mené des recherches exceptionnelles dans un pays en développement. Le prix est soutenu par le ministère indien des Sciences et des Technologies (en) et de l'Académie norvégienne des sciences et des lettres par le biais du fonds Abel, avec la coopération de l'Union mathématique internationale.

## Lauréats
- 2005 Marcelo Viana,  Brésil[3]
- 2006 Sujatha Ramdorai,  Inde[4]
- 2007 Jorge Lauret (de),  Argentine[5]
- 2008 Enrique Pujals (en),  Argentine /  Brésil[6]
- 2009 Ernesto Lupercio (en),  Mexique[7]
- 2010 Shi Yuguang (en),  Chine[8]
- 2011 Philibert Nang,  Gabon[9]
- 2012 Fernando Codá Marques,  Brésil[10]
- 2013 Tian Ye,  Chine[11]
- 2014 Miguel Walsh (en),  Argentine[12]
- 2015 Amalendu Krishna (de),  Inde[13]
- 2016 Chenyang Xu,  Chine
- 2017 Eduardo V. Teixeira (en),  Brésil[14]
- 2018 Ritabrata Munshi (en),  Inde[15]
- 2019 Hoàng Hiệp Phạm (en),  Viêt Nam[16]
- 2020 Carolina Araujo,  Brésil[17]
- 2021 Neena Gupta,  Inde[18]
- 2022 Mouhamed Moustapha Fall,  Sénégal[19].